# Революционен лист (1931 – 1933)
 Тази статия е за вестника на ВМРО (протогеровисти).  За вестника на ВМОРО вижте Революционен лист (1904 – 1906).  
„Революционен лист“ с подзаглавие Периодическо издание на ВМРО е нелегален вестник на протогеровисткото течение във Вътрешната македонска революционна организация, който излиза в София от 1931 до 1934 година.
Печата се в печатница „Елисей Петков“ в София. Редактор му е водачът на протогеровистите Петър Шанданов.
| Годишнина | Броеве | Дата                        |
| --------- | ------ | --------------------------- |
| I         | 1 – 8  | август 1931 – декември 1932 |
| II        | 9 – 14 | януари 1933 – ноември 1933  |

Вестникът е наследник на „Свобода или смърт“ и започва да излиза по повод протогеровисткия Седми извънреден конгрес на ВМРО. Критикува михайловисткото крило и поддържа лозунга Автономна Македония. Пишат се статии, в които се прави историческа преоценка на дейността на Тодор Александров и съратниците му. Има полулегален характер. От декември 1932 година вестникът започва да поддържа позицията за създаване на Интегрална Югославия.